# Musculus palpopalpalis maxillae tertius
Musculus palpopalpalis maxillae tertius, mięsięń b, mięsień 19b1 (ang. third intrinsic muscle of the maxillary palp) – mięsień wchodzący w skład aparatu gębowego owadów.
Jest to trzeci wewnętrzny mięsień głaszczków szczękowych. Mięsień ten wychodzi z drugiego sklerytu głaszczków szczękowych i przyczepia do trzeciego sklerytu głaszczków szczękowych.